# 柴田翔

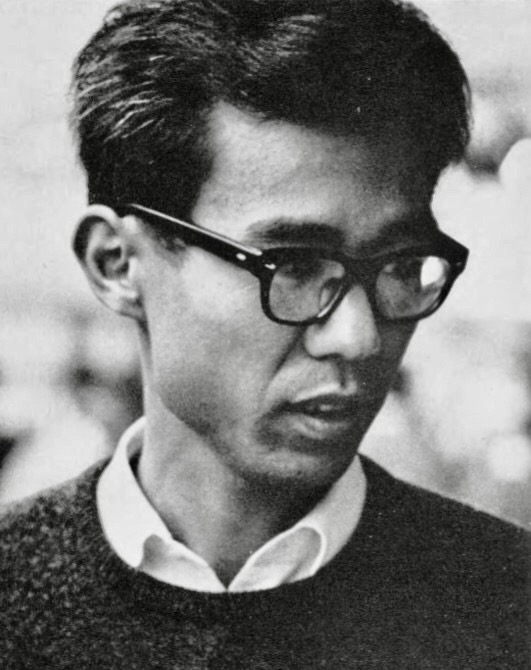
柴田翔（1965年）

柴田 翔（しばた しょう、男性、1935年1月19日 - ）は、日本の小説家、ドイツ文学者。東京大学名誉教授。

## 経歴
東京府東京市足立区栗原町生まれ。幼少期に東京都板橋区常盤台に転居して育つ。板橋区立上板橋第一中学校に入学した後、武蔵中学校・高等学校へ転校。1953年、東京大学教養学部理科一類に入学。工学部応用化学科から文転して文学部独文科を卒業。
1959年、同人雑誌『象』を創刊。1960年、同大学院独文科修士課程修了、助手となる。同年、同人誌『象』に発表した小説「ロクタル管の話」が「同人雑誌優秀作」として『文學界』に転載され、芥川賞候補となる。1961年「『親和力』研究―西欧近代の人間像の追求とその崩壊の認識―」で日本ゲーテ協会ゲーテ賞を受賞。翌年、助手を休職して西ドイツへ留学する。
1964年『象』に発表した当時の学生群像を描いた「されど われらが日々―」で第51回芥川賞を受賞
。
六全協に影響された学生群像を描いた青春小説で、左翼運動に挫折した学生たちの姿を清新な叙情で描き、当時の若者の共感を得た。累計186万部というベストセラーとなり、『「されどわれらが日々」より別れの詩』として映画化された。
以後も『贈る言葉』（1966年）、『鳥の影』（1971年）、『立ち盡す明日』（1971年）などを発表した。
1966年に東京都立大学 (1949-2011)講師、1967年に助教授。
1969年東京大学文学部助教授、のち教授、文学部長を務めた。1995年、東大を定年退官し名誉教授。1995年から2005年まで共立女子大学文芸学部教授を務め、2006年定年退任。1981年前後に文學界新人賞選考委員、1999年から2007年太宰治賞選考委員を務めた。
1970年から1972年まで小田実、高橋和巳、真継伸彦、開高健とともに同人誌『人間として』を筑摩書房から刊行。
「ノンちゃんの冒険」を連載するが、高橋がほどなく没して雑誌は休刊になり、同作品は1975年に残りを書き下ろして刊行された。
以後は研究者・翻訳者としての本業に専念し、小説を書かなくなる。
2017年に30年ぶりに長編小説『地蔵千年、花百年』を書いて話題となる。
ドイツ文学者としては、『ゲーテ「ファウスト」を読む』や『内面世界に映る歴史』、ゲーテ『ファウスト』『親和力』『若きヴェルテルの悩み』などの翻訳がある。
妻は作曲家三宅榛名。娘の柴田暦は歌手・女優。
「されどわれらが日々」は学生運動を題材にした小説であるが、後の全共闘運動に対しては、次のように評している。

## 著作

### 小説
- 『されど われらが日々―』（文藝春秋） 1964.8、のち文庫
- 『贈る言葉』（新潮社） 1966.6、のち文庫
- 『鳥の影』（筑摩書房） 1971.11、のち新潮文庫
- 『立ち盡す明日』（新潮社） 1971.4、のち文庫
- 『われら戦友たち』（文藝春秋） 1973.11、のち文庫
- 『ノンちゃんの冒険』（筑摩書房） 1975.6、のち新潮文庫
- 『燕のいる風景』（筑摩書房） 1979.4、のち新潮文庫
- 『突然にシーリアス』（筑摩書房） 1992.2
- 『中国人の恋人』（文藝春秋） 1992.10
- 『地蔵千年、花百年』（鳥影社） 2017
- 『岬』（幻戯書房） 2018.10：中短編集

### 絵本
- 『ムウといじわるねこグヮオ』（三宅榛名曲、石渡万里子絵、筑摩書房） 1979.12
- 『ムウと月夜の大えんかい』（筑摩書房） 1980.2
- 『グヮオのさようなら』（筑摩書房） 1980.6

### エッセイ
- 『犬は空を飛ぶか』（筑摩書房） 1976.8
- 『晴雨通信 1983年夏～1985年春』（筑摩書房） 1985.9
- 『風車通信 1988年春～1989年秋』（筑摩書房） 1990.9
- 『希望としてのクレオール』（筑摩書房） 1994.3
- 『記憶の街角 遇った人々』（筑摩書房） 2004.2
- 『詩への道しるべ』（ちくまプリマー新書） 2006.6
- 『詩に誘われて』（ちくまプリマー新書） 2007.4

### ドイツ文学
- 『ゲーテ「ファウスト」を読む』（岩波書店） 1985
- 『内面世界に映る歴史 - ゲーテ時代ドイツ文学史論』（筑摩書房） 1986
- 『詩に映るゲーテの生涯』（丸善ライブラリー） 1996
- 『「ファウスト第I部」を読む』（白水社） 1997
- 『「ファウスト第II部」を読む』（白水社） 1998
- 『はじめて学ぶドイツ文学史』（編著、ミネルヴァ書房） 2003
- 『闊歩するゲーテ』（筑摩書房） 2009
- 『晩年の奇蹟 ゲーテの老年期』（ノースアジア大学出版センター） 2012

### 共編著
- 『季刊 人間として』（小田実, 開高健, 高橋和巳, 真継伸彦共同編集、筑摩書房） 1970 - 1971

## 翻訳
- 『カフカ・コレクションII』（カフカ、ちくま文庫） 2008.9 - 「ある断食芸人の話」「判決」「流刑地にて」などを収録
- 『親和力』（ゲーテ、講談社、世界文学全集） 1968、のち文芸文庫
- 『若きヴェルテルの悩み』（ゲーテ、集英社、世界文学全集） 1976、のちちくま文庫
- 『ファウスト』（ゲーテ、講談社）1999.9、のち文芸文庫